# كيسي فرانك
كيسي فرانك (بالإنجليزية: Casey Frank)‏ مواليد 23 أكتوبر 1977 في بورت جفرسون، نيويورك، هو لاعب كرة سلة أمريكي. بدأ مسيرته الاحترافية في سنة 1999. يبلغ طوله 6 قدم 8 بوصة (2.0 م). حقق المركز الثاني في دورة ألعاب الكومنولث 2006.

## المسيرة الاحترافية
لعب مع باريس سان جيرمان في موسم 1999–2000، ثم لعب مع نادي أوبسالا لكرة السلة في موسم 2001–2002، ثم لعب مع نيو زيلاند بريكرز في الدوري الأسترالي في موسم 2003–04، ثم لعب مع نيو زيلاند بريكرز في موسم 2005–06، ثم لعب مع إلوارا هوكز في الدوري الأسترالي في موسم 2006–07، ثم لعب مع ويلينغتون ساينتس من سنة 2010 إلى 2013.

## سجل المنافسة
شارك في المنافسات التالية:
- كأس العالم لكرة السلة 2014
- بطولة أمم أوقيانوسيا لكرة السلة 2009
- بطولة أمم أوقيانوسيا لكرة السلة 2011
- بطولة أمم أوقيانوسيا لكرة السلة 2013

## الميداليات
| الميدالية | المسابقة                  |
| --------- | ------------------------- |
| فضية      | دورة ألعاب الكومنولث 2006 |

## روابط خارجية
- كيسي فرانك على موقع الاتحاد الدولي لكرة السلة (الإنجليزية)
- كيسي فرانك على موقع كرة السلة الأوروبية.كوم (الإنجليزية)
- كيسي فرانك على موقع كلية كرة السلة في سبورتس رفرنس.كوم (الإنجليزية)
- كيسي فرانك على موقع ريلجم (الإنجليزية)
- كيسي فرانك على موقع بروبوليرز (الإنجليزية)
- كيسي فرانك على موقع سبورتس رفرنس (الإنجليزية)
- كيسي فرانك على موقع اتحاد ألعاب الكومنولث (مؤرشف) (الإنجليزية)
- كيسي فرانك على موقع دورة ألعاب الكومنولث 2006 (مؤرشف) (الإنجليزية)